# ヒメヨウラク亜科
ヒメヨウラク亜科 Ergalataxinae は新腹足目アッキガイ科に属する亜科で、「レイシダマシ」と呼ばれる巻貝が本亜科に含まれる。殻長約4cm以下の紡錘形で表面がデコボコした貝殻をもち、インド洋から太平洋にかけての暖海の磯やサンゴ礁に多くの種が分布する。雌雄異体で体内受精を行い、扁平な形の卵嚢を生む。1+R+1型の歯舌を持ち、カキやホトトギスガイなどの他の貝や魚などの死肉を食べ、本亜科内の貝同志で労働寄生を行うこともある。種によってはサンゴヤドリガイ亜科と似た外観の貝殻を持ち、サンゴ上で生きる点も似ているが、サンゴヤドリガイは歯舌を持たない点が異なる。 ルーマニアの中新世パラテチス海の地層から化石が見つかっている。

## 種類
ヒメヨウラク亜科に含まれる主な属の分岐図を下に示す。
ヒメヨウラク亜科 Ergalataxinaeに含まれる属としては以下が知られている。
なお(-)を付した属は分岐図には未記載。
- Azumamorula Emerson, 1968 インド洋産で一属一種。(-)
- Bedevina Habe, 1946 カゴメガイ属
- Claremontiella Houart, Zuccon & Puillandre, 2019 (-)
- Cronia H. Adams & A. Adams, 1853 コガネレイシダマシなど。
- Cytharomorula Kuroda, 1953 カスリボラ属 [6]
- Daphnellopsis Schepman, 1913 (-)
- Drupella Thiele, 1925 シロレイシダマシ属、ウネレイシダマシなど。
- Ergalatax Iredale, 1931 ヒメヨウラク属
- †Janssenia Landau, Harzhauser, İslamoğlu & Silva, 2013 (-)
- Lataxiena Jousseaume, 1883 オニカゴメガイ属
- Lauta Houart, Zuccon & Puillandre, 2019 サフランヒナレイシ属 (-)
- Lindapterys Petuch, 1987
- Maculotriton Dall, 1904 ゴマフヌカボラ属
- Habromorula: H. spinosa トゲレイシダマシ、H. striata クチムラサキレイシダマシなど。現在はMorula属に含められている。
- Morula Schumacher, 1817 クロイボレイシダマシ属
- Murichorda Houart, Zuccon & Puillandre, 2019 ヨウラクレイシダマシ属
- Muricodrupa Iredale, 1918 コマドボラ属
- Oppomorus Iredale, 1937 クロフレイシダマシなど。
- Orania Pallary, 1900
- Pascula Dall, 1908 コレイシダマシ属
- Phrygiomurex Dall, 1904 フリジアガイ属
- Spinidrupa Habe & Kosuge, 1966 ホソトゲレイシダマシ
- Tenguella Arakawa, 1965 レイシダマシ属。フトコロレイシダマシを含む。
- Trachypollia Woodring, 1928
- Usilla H. Adams & A. Adams, 1853 シイノミレイシ属。
- Uttleya Marwick, 1934 ニュージーランドの種。(-)